# St. Martin (Unterschwarzach)

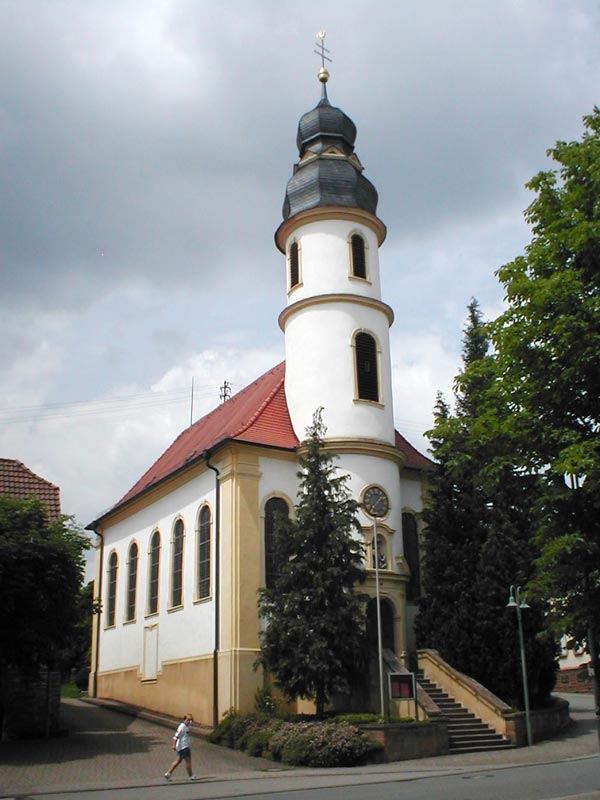
St. Martin in Unterschwarzach

Die römisch-katholische Filialkirche St. Martin steht in Unterschwarzach, einem Ortsteil der Gemeinde Schwarzach im Neckar-Odenwald-Kreis in Baden-Württemberg. Das Bauwerk ist beim Landesamt für Denkmalpflege Baden-Württemberg als Baudenkmal eingetragen. Schutzherr der Kirche ist der Martin von Tours. Die Kirchengemeinde gehört zum Erzbistum Freiburg.

## Beschreibung
Die barocke Saalkirche wurde nach 1742 errichtet. Sie besteht aus einem Langhaus, einem eingezogenen, halbrund geschlossenen Chor im Westen und einem runden Glockenturm im Osten, der mit einer Zwiebelhaube bedeckt ist, die von einer Laterne bekrönt wird. Sein oberstes Geschoss beherbergt den Glockenstuhl mit drei Kirchenglocken. Im Sprenggiebel des Portals im Glockenturm befindet sich eine Nische, in der eine Statue des heiligen Martin steht. Darüber ist das Zifferblatt der Turmuhr angebracht. Zur Kirchenausstattung gehört eine Kanzel, auf deren Brüstung die Evangelisten dargestellt sind. Der Schalldeckel wird vom auferstandenen Jesus Christus bekrönt. 1908 wurde die Orgel von Mönch Orgelbau erworben und auf die Empore gestellt.